# Rodrigo Lechner
Rodrigo Nicolás Lechner (n. Rosario, provincia de Santa Fe, Argentina, 20 de julio de 1990) es un futbolista argentino. Juega de defensor y su equipo actual es Guaraní Antonio Franco, del Torneo Regional Federal Amateur.

## Carrera

### Categorías Juveniles
Comenzó jugando en las categorías inferiores de Newells Old Boys de su ciudad natal, donde no lograría llegar al primer equipo. Luego de quedar libre de la lepra, se iría a Tiro Federal de Rosario, club en donde tampoco pudo debutar en primera.

### Central Córdoba (Rosario)
En la temporada 2012-13 llega a Central Córdoba de Rosario para disputar la B Metropolitana con el equipo recién ascendido.
En Central Córdoba jugaría 27 partidos, convirtiéndose en figura clave del equipo.

### Crucero del Norte
Luego de un buen pasar por Central Córdoba, Rodrigo llega a Crucero del Norte para formar parte del plantel que jugaría la primera temporada del "colectivero" en la Primera División de Argentina en la temporada 2015. 
En el equipo de Garupá, Lechner disputó gran parte de los partidos en la primera categoría del fútbol argentino, y seguiría en el club luego del descenso a la Primera B Nacional, donde tomaría aún más protagonismo en la zaga central, siendo titular en casi todos los partidos del club, hasta su nuevo descenso en la temporada 2018-19, donde bajarían al Torneo Federal A.
Luego de su segundo descenso con Crucro, Lechner se mantendría una temporada más jugando el Federal A, para luego pasar a Chaco For Ever, equipo que también disputaba por aquél momento el mismo torneo que Crucero.

### Chaco For Ever
Rodrigo llegó al club chaqueño para disputar la temporada 2019/2020, donde sería un jugador habitual en el equipo.
Jugó una veintena de partidos con el conjunto albinegro, donde iría perdiendo protagonismo a lo largo del campeonato, con la pandemia del coronavirus de por medio. Finalmente, en búsqueda de minutos, se iría con el pase en su poder a Sportivo Las Parejas, para disputar el Torneo Federal A con "El Lobo" santafesino.

### Sportivo Las Parejas
Lechner llega a Sportivo Las Parejas para afrontar el Torneo Federal A 2021. Jugaría en el club santafesino media temporada, llegando a disputar 16 partidos en el campeonato de la tercera categoría argentina. Se terminaría yendo a Guaraní Antonio Franco para disputar el Torneo Regional Federal Amateur.

### Guaraní Antonio Franco
Llegaría al conjunto posadeño para disputar el Torneo Regional Federal Amateur en la temporada 2021/2022, donde formó parte del plantel que llegaría a la final por el ascenso al Torneo Federal A, siendo siempre titular en la saga central. Actualmente sigue en Guaraní Antonio Franco en busca del ascenso a la tercera división del fútbol argentino.

## Clubes
| Club                       | País      | Año           |
| -------------------------- | --------- | ------------- |
| Central Córdoba de Rosario | Argentina | 2012 - 2015   |
| Crucero del Norte          | Argentina | 2015 - 2019   |
| Chaco For Ever             | Argentina | 2019 - 2021   |
| Sportivo Las Parejas       | Argentina | 2021          |
| Guaraní Antonio Franco     | Argentina | 2021-2025     |
| 9 de julio                 | Argentina | 2025-presente |